# خوسيه مانويل رويز رييس
خوسيه مانويل رويز رييس (بالإسبانية: José Manuel Ruiz Reyes)‏ هو لاعب تنس الطاولة إسباني، ولد في 16 يوليو 1978 في غرناطة في إسبانيا.

## روابط خارجية
- خوسيه مانويل رويز رييس على موقع Paralympic.org (الإنجليزية)
- خوسيه مانويل رويز رييس على موقع Paralympic.org (الإنجليزية)
- خوسيه مانويل رويز رييس على موقع اللجنة البارالمبية الإسبانية (الإسبانية)